# Terelabrus dewapyle
Terelabrus dewapyle là một loài cá biển thuộc chi Terelabrus trong họ Cá bàng chài. Loài cá này được mô tả lần đầu tiên vào năm 2015.

## Từ nguyên
Tính từ định danh dewapyle được ghép từ họ của nhà ngư học Shinichi Dewa và Richard L. Pyle, những người sưu tầm mẫu vật của chúng.

## Phạm vi phân bố và môi trường sống
T. dewapyle có phạm vi phân bố rải rác ở Tây Thái Bình Dương. Loài cá này được tìm thấy tại đảo Iō (miền nam Nhật Bản), Papua New Guinea, Fiji và Indonesia (ngoài khơi đảo Bali). Năm 2018, T. dewapyle đã được ghi nhận thêm tại Philippines.
T. dewapyle sống gần những rạn san hô trên nền đáy cát, đá dăm, san hô vụn, độ sâu được ghi nhận phổ biến trong khoảng 65 đến 70 m, mặc dù chúng có thể được tìm thấy ở độ sâu hơn 90 m, hoặc ở vùng nước nông khoảng 20 m.

## Mô tả
Chiều dài cơ thể tối đa được ghi nhận ở T. dewapyle là 5,6 cm. Cơ thể thuôn dài, có màu trắng với các dải sọc ngang màu đỏ ở hai bên thân: một dải dọc theo lưng và một dải dọc theo lườn. Xen kẽ giữa hai sọc đỏ này là một dải sọc vàng tươi. Đây là đặc điểm để phân biệt T. dewapyle với loài Terelabrus rubrovittatus (T. rubrovittatus có dải trắng thay vì vàng như T. dewapyle). Cá con có thêm một đốm đen trên nắp mang, nhưng đốm này sẽ mờ dần khi trưởng thành.
Số gai ở vây lưng: 10; Số tia vây mềm ở vây lưng: 11; Số gai ở vây hậu môn: 3; Số tia vây mềm ở vây hậu môn: 12.

## Sinh thái và hành vi
Thức ăn của T. dewapyle có lẽ là các loài thủy sinh không xương sống như những loài họ hàng khác. T. dewapyle thường bơi thành từng nhóm nhỏ, gồm nhiều cá cái sống trong hậu cung của một con cá đực. Loài này cũng được nuôi làm cá cảnh bởi màu sắc bắt mắt của chúng.